# Ель чихуахуа
Ель чихуахуа, или чихуахуана (лат. Picea chihuahuana), — вид деревянистых растений рода Ель (Picea) семейства Сосновые (Pinaceae), эндемик северо-запада Мексики. После ели моррисонской, ареал которой компактно расположен на широте Северного тропика и окрестностей — как к северу, так и немного к югу от него, ель чихуахуа является второй самой южной елью в мире: она распространена на юг практически до самого Северного тропика (см. карту ареала).

## Распространение
Эндемик северо-запада Мексики. Растёт в горных долинах на умеренных высотах приблизительно от 2300 до 3200 м Западной Сьерры-Мадре. Центральные и южные группы обитают на средней высоте 2675 м, северные группы в среднем поднимаются на высоту 2325 м над уровнем моря, то есть тяготеют к нижнему высотному пределу распространения.

## Ботаническое описание

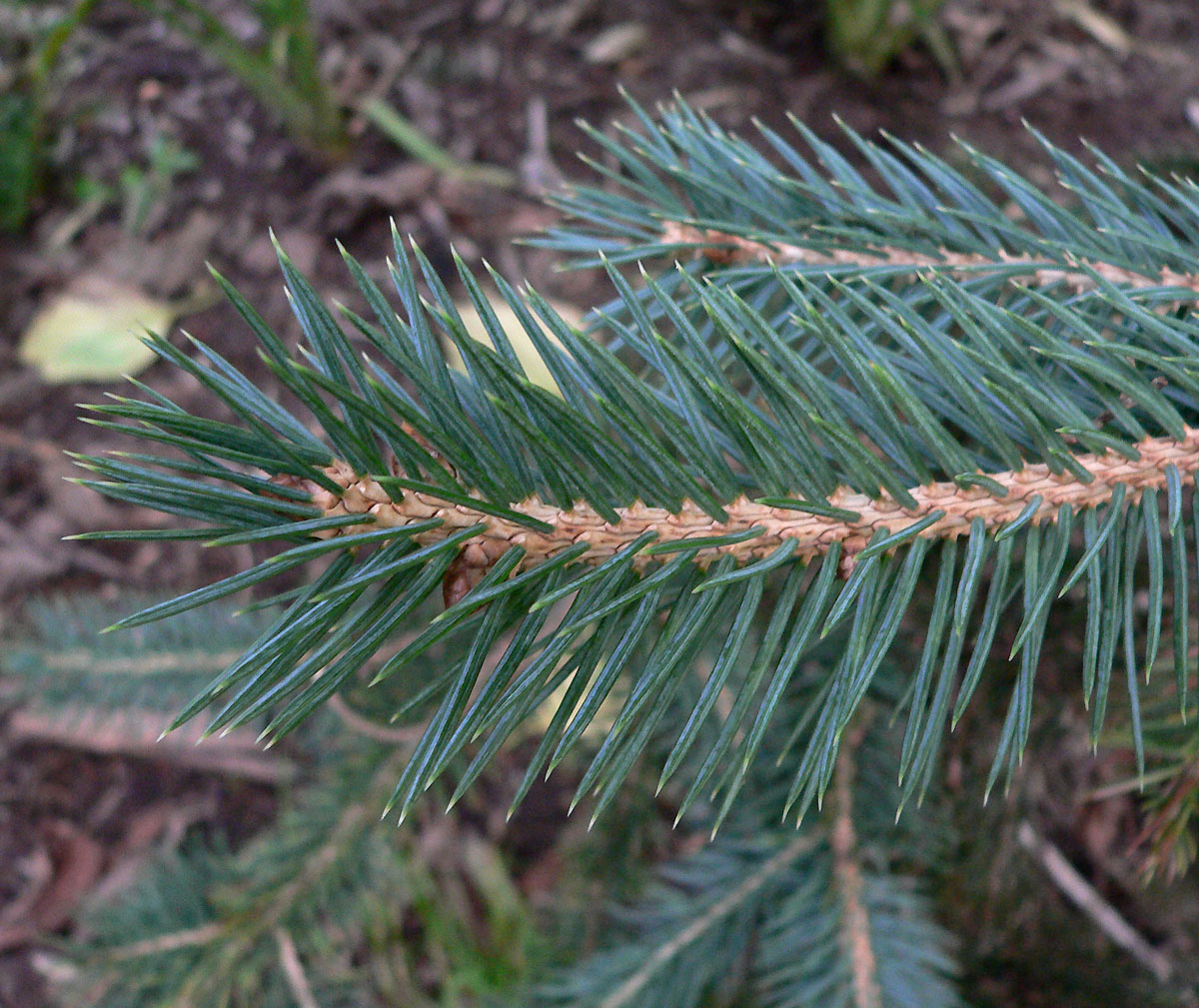
Побеги

Дерево 40—45 м высотой, со стволом 1—1,2 м в диаметре, с кроной от узкоконусовидной до ширококонической, с несколькими длинными ветвями среди более многочисленных, очень коротких. Кора чешуйчато-бороздчатая, бледно-серая. Однолетние побеги голые, блестящие, бледно-жёлтые, позднее — светло-серые или серовато-коричневые. Подушечки однолетних побегов 0,5—0,6 мм длиной, прямоугольные, четырёхгранные, располагаются почти перпендикулярно побегу, голые. Верхушечные почки 4—8 мм длиной, 2,5—6 мм шириной, яйцевидно-конусовидные, с острой верхушкой, слегка смолистые; их чешуи прилегающие, треугольные или яйцевидные, светло-оранжево-коричневые, с более тёмными краями; профиллы составляют до ½ длины почек. Хвоинки довольно сильно скученные (12—14 на 1 см длины однолетнего побега в его основании), 17—23 (30) мм, 1—1,8 мм шириной, четырёхгранные или слегка уплощённые, на верхушке вытянутые в длинное остроконечие, очень острые, синевато- или голубовато-зелёные, с 3—5 заметными устьичными линиями на каждой из сторон; на побеге вперёд направленные, в несколько рядов или радиально.
Шишки цилиндрические или широкоцилиндрические, с клиновидным или закруглённым основанием, 7—14 (17) см длиной, 3—5 см толщиной, с цельными, широкозакруглёнными и усечёнными по верхнему краю семенными чешуями. Семена 3,5—6 мм длиной, яйцевидно-клиновидные, тёмно-красно-коричневые или серовато-коричневые до почти чёрных, со светло-коричневым или желтоватым, с красными пятнышками, с крылом 10—12 мм длиной.

## Таксономия
Picea chihuahuana Martínez, Anales Inst. Biol. Univ. Nac. México 13: 31 (1942).
Видовой эпитет образован от названия мексиканского штата Чиуауа.
Близка к ели Мартинеса (Picea martinezii T.F.Patt.), от которой отличается более короткой, синевато- или голубовато-зелёной хвоёй, с отчетливыми устьичными линиями (у P. martinezii хвоя 23—28 мм длиной, светло-зелёная, с малозаметными устьичными линиями). Иногда P. martinezii рассматривают как разновидность или подвид P. chihuahuana.